# Lista de personagens de Spirou e Fantásio
- Esta é uma lista de todas as personagens, das histórias de BD de Spirou e Fantásio, desenhadas por Fournier.

## Os Heróis
- Spirou- Repórter de Moustique,  amigo do Fantásio. Criado por Rob-Vel em 21 de Abril de 1938.
- Fantásio - Repórter e fotógrafo de Moustique e amigo do Spirou. Criado por Jijé em 1943.
- Spip - o inseparável esquilo do Spirou.
- Conde de Champignac - Pacôme Hégésippe Adélard Ladislas, é um cientista que vive num castelo em Champignac, que se especializou em cogumelos. A ele se deve inúmeras invenções e a 1ª aparição dá-se no livro O Feiticeiro de Talmourol, Il Y a un Sourcier à Champignac © Dupuis 1951. Criado por Franquin).
- Marsupilami - Mamífero, marsupial, de cor amarela com manchas pretas e uma enorme cauda. Criado por Franquin, Aparece pela primeira vez em os Herdeiros, em 31 de Janeiro de 1952, na revista do Spirou. Vive na floresta da Palômbia, tem uma força fenomenal (utiliza a cauda para socar) e é um grande consumidor de piranhas, desconfia-se que a sua força provém das piranhas que consumiu enquanto cria. É capturado e torna-se um companheiro inseparável nas aventuras de Spirou e Fantasio. Aparece apenas no livro Le Faiseur d'or.

## Os Inimigos
- Zanzan - Zantáfio, primo de Fantásio em Le Faiseur d'or. Surge pela primeira vez em os Herdeiros, é o vilão da história. Torna-se propriedade das Edições Dupuis. O Ditador e o cogumelo, Le Dictateur et le Champignon, 1956, o Roubo do marsupilami, La Mauvaise Tête, A sombra do Z, L'Ombre du Z 1962.
- Petit Fleur - Assistente de Zanzan em Le Faiseur d'or.
- Grabuge - Assistente de Zanzan em Le Faiseur d'or.
- Renaldo - L'Abbaye truquée.
- Major Pluchon Park e os seus assistentes - O Talismã Africano, (Le gri-gri du Niokolo Koba).
- L'Ankou - Personagem mítica, é a morte personificada representada na forma de um homem. O mensageiro da morte (L'Ankou').
- Os bandidos do tyrinium - Pretendem roubar Tyrinium de uma central nuclear. O mensageiro da morte(L'Ankou).
- Coronel, Féodoros e Ivanias - Agentes secretos de um país comunista. Ovnis em Talmourol (Du cidre pour les étoiles).
- Marechal Jákátá Kôdô - Presidente vitalício do Chantung. O inspector da Mafia e Revolta no Chantung.
- General Chop Sue - Braço direito de Kôdô. O inspector da Mafia e Revolta no Chantung.
- Matteo - Representante da Mafia. O inspector da Mafia e Revolta no Chantung.

## Os Cientistas
- Conde de Champignac - Pacôme Hégésippe Adélard Ladislas, cientista que vive num castelo em Champignac, que se especializou em cogumelos. A ele se deve inúmeras invenções a 1ª aparição dá-se no livro O Feiticeiro de Talmourol  (Il Y a un Sourcier à Champignac© Dupuis 1951)
- Sirkhamar - Dirigente da OMS (organização mundial da fome) e amigo do Conde de Champignac. Revolta no Chantung.

## Os Conhecidos / Amigos
- Kômoti Ludes - Funcionário da Unesco que entrega o talismã a  Spirou e Fantasio, sobrinho de Nikolo-koba  -  O Talismã Africano.
- Sété Bagaré - O Talismã Africano.
- Senhor Conservador - Koba Conservador-Chefe da reserva. O Talismã Africano.
- Christian Hok - Dirige uma empresa de "Safari" Turístico em O Talismã Africano.
- Csoriano - Habitante de uma galáxia longínqua, grande apreciador de jeropiga e amigo do Conde de Champingac Ovnis em Talmourol.
- Itohkata - Ilusionista amigo de Spirou e Fantásio.  O mensageiro da morte.
- Pére Capuccino e  Alkazar - Mágicos amigos de Itohkata, um é hipnotizador, outro tem poder de telepatia. O mensageiro da morte.
- Retros - Mágico surge em O mensageiro da morte.
- Athana - Levitador surge em O mensageiro da morte.
- Ava Savati - Lider da revolta que luta contra o tirano Kodo em  O inspector da Mafia e a Revolta no Chantung.
- John Madflying - Aviador  bêbado em O Inspector da Mafia e a Revolta no Chantung.